# Olofström
För andra betydelser, se Olofström (olika betydelser).
Olofström (förr Holje by) är en tätort i Jämshögs distrikt (Jämshögs socken) i nordvästra Blekinge och centralort i Olofströms kommun i Blekinge län.

## Historia

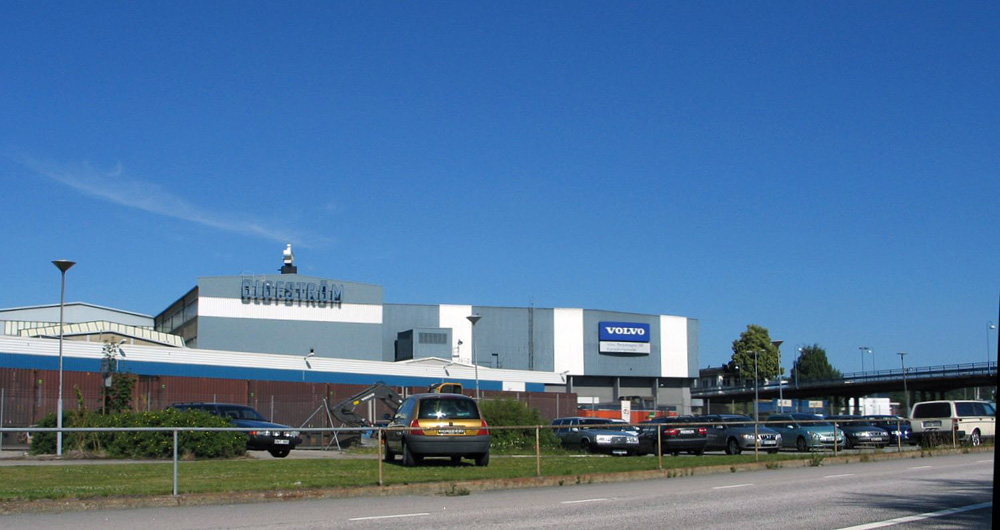
Volvo Olofström.

Olofström har vuxit upp kring Petrefors bruk, senare Olofströms bruk, ett järnbruk som anlades 1735. Det dåligt lönsamma bruket övertogs senare av Olof Ohlson (1725-1804), som lät uppkalla det efter sig själv och 1763 lät anlägga ett manufakturverk här. 1811 köptes bruket av Carl von Dannfelt som samtidigt blev ägare till Lilla Holje herrgård som han lät utvidga till en storartad herrgård. Järnvägens ankomst 1901 innebar en expansion av verksamheten, Från Volvos start levererade man karossdelar i tunnplåt, senare även hela karosser och 1928 började man tillverka hushållsprodukter i rostfritt stål. 1969 köpte AB Volvo bruket som då blev Volvo Olofströmsverken. Bruket är idag Blekinges största företag.

### Administrativa tillhörigheter

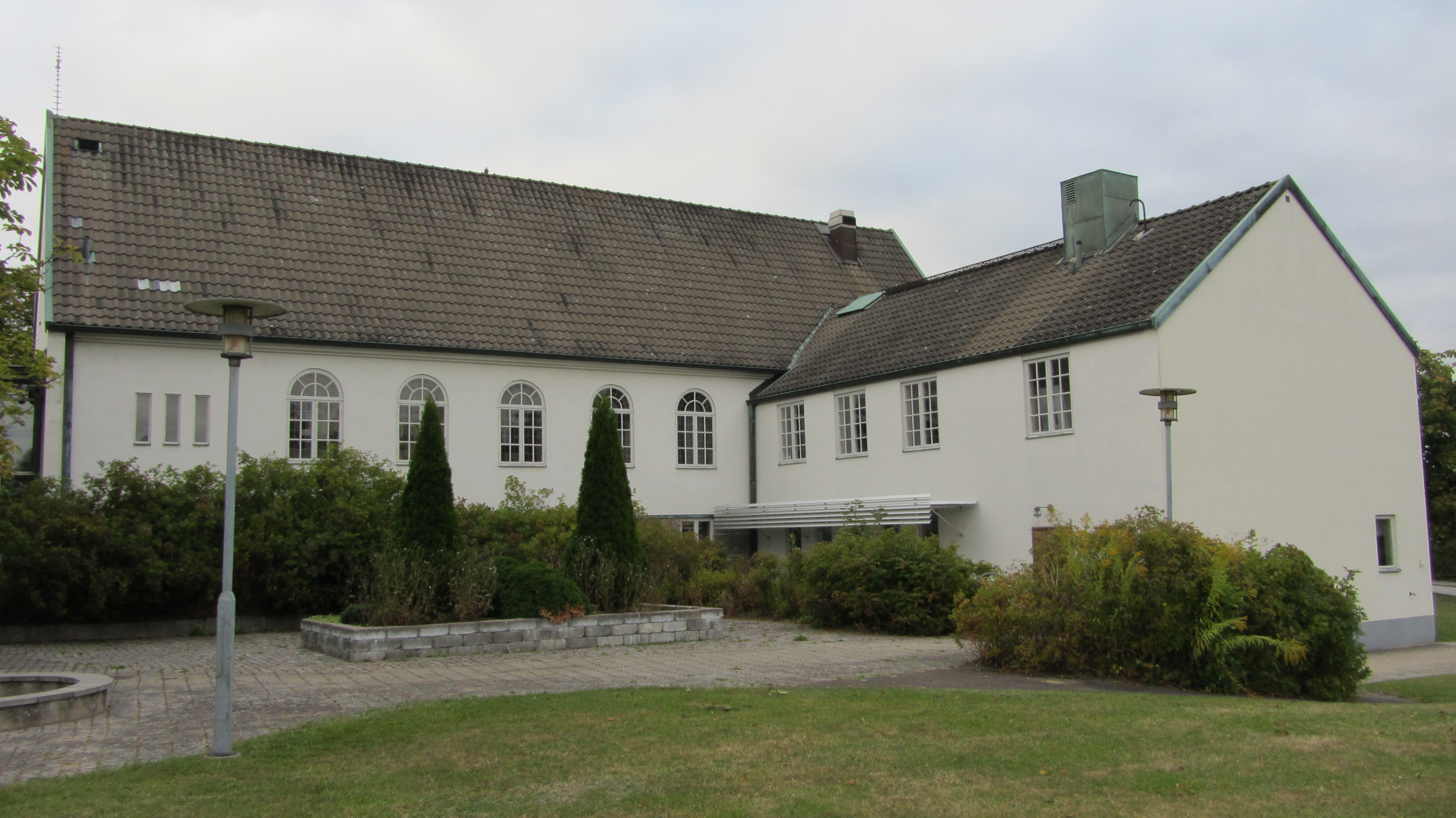
Olofströms kyrka.

Olofström var beläget i Jämshögs socken och ingick efter kommunreformen 1862 i Jämshögs landskommun. Ur landskommunen utbröts 1941 Olofströms köping. I köpingskommunen uppgick 1967 Jämshögs socken/landskommun och Kyrkhults socken/landskommun innan den 1971 uppgick i Olofströms kommun med Olofström som centralort.
I kyrkligt hänseende har Olofström alltid hört till Jämshögs församling.
Orten ingick till 1950 i Listers tingslag och därefter till 1971 i Listers och Sölvesborgs domsagas tingslag. Från 1971 till 2001 ingick Olofström i Listers och Sölvesborgs domsaga, från 1975 benämnd Sölvesborgs domsaga, och orten ingår sedan 2001 i Blekinge domsaga.

### Befolkningsutveckling
| Befolkningsutvecklingen i Olofström 1900–2020 | Befolkningsutvecklingen i Olofström 1900–2020 | Befolkningsutvecklingen i Olofström 1900–2020 | Befolkningsutvecklingen i Olofström 1900–2020 | Befolkningsutvecklingen i Olofström 1900–2020 |
| --------------------------------------------- | --------------------------------------------- | --------------------------------------------- | --------------------------------------------- | --------------------------------------------- |
|                                               |                                               |                                               |                                               |                                               |
| År                                            |                                               |                                               | Folkmängd                                     | Areal (ha)                                    |
| 1900                                          | 1900                                          |                                               | 630                                           | †                                             |
| 1960                                          | 1960                                          |                                               | 6 339                                         |                                               |
| 1965                                          | 1965                                          |                                               | 8 763                                         |                                               |
| 1970                                          | 1970                                          |                                               | 10 482                                        |                                               |
| 1975                                          | 1975                                          |                                               | 10 096                                        |                                               |
| 1980                                          | 1980                                          |                                               | 8 822                                         |                                               |
| 1990                                          | 1990                                          |                                               | 8 298                                         | 654                                           |
| 1995                                          | 1995                                          |                                               | 8 220                                         | 683                                           |
| 2000                                          | 2000                                          |                                               | 7 690                                         | 702                                           |
| 2005                                          | 2005                                          |                                               | 7 382                                         | 703                                           |
| 2010                                          | 2010                                          |                                               | 7 327                                         | 704                                           |
| 2015                                          | 2015                                          |                                               | 7 526                                         | 669                                           |
| 2020                                          | 2020                                          |                                               | 7 777                                         | 686                                           |
| † Som köpingsliknande samhälle 1900.          |                                               |                                               |                                               |                                               |

## Bebyggelse
Mitt i centrala Olofström finns Folkets hus med Olofströms bibliotek, och alldeles intill det en stor lekplats. Äventyrsbadet, Holjebadet, hade cirka 80 000 besökare under år 2008. Växtverket är en ungdomsgård och intill kan man hitta både en skateboardpark och en boulebana.

## Näringsliv

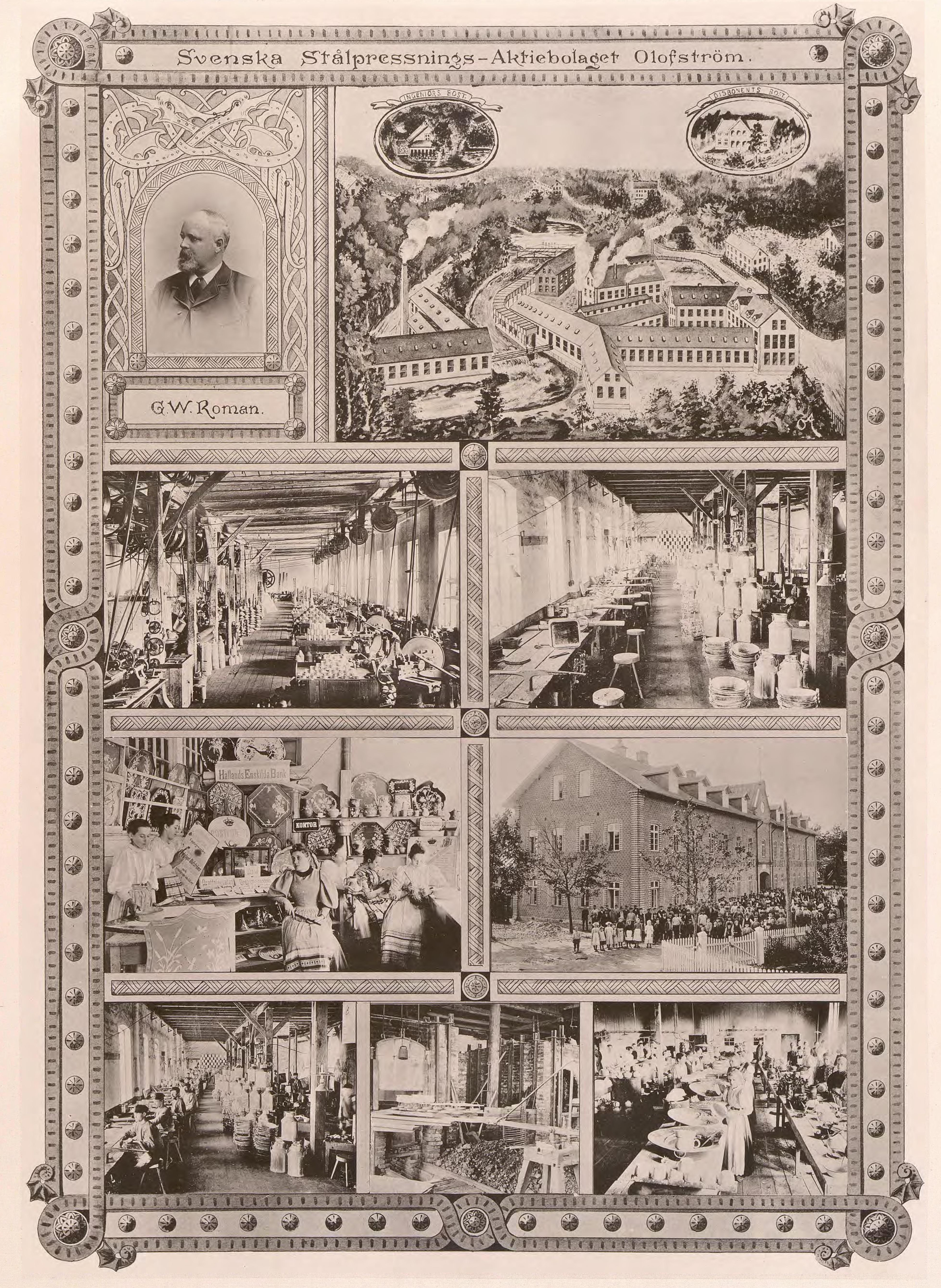
Svenska Stålpressningsaktiebolaget presenterat i bildverk 1894.

Industrin på orten domineras av företaget Volvo Personvagnar, som köpte Svenska Stålpressnings AB av Alfa Laval 1969. Ortens näst största arbetsgivare är själva kommunen. Andra större arbetsgivare omfattar bland annat Finnveden Metal Structures, European Body Panels, Coor Service Management, Stans & Press och Region Blekinge.

## Kommunikationer
Orten utgör start/slutpunkt för Sölvesborg–Olofström–Älmhults Järnväg. För närvarande går godstrafik på sträckan mot Älmhult medan banan söder om samhället är uppriven. Beslut har fattats om en elektrifiering av järnvägen mot Älmhult och nybyggnad av järnväg till Karlshamn, den så kallade Sydostlänken. 
Olofström genomkorsas av Riksväg 15 mellan Halmstad och Karlshamn samt av Länsväg 116 mellan Bromölla och Fridafors.
Närmaste flygplats med linjeflyg är Kallinge flygplats, sex mil öster om Olofström. Även Kristianstad Österlen Airport ligger cirka 6 mil sydväst om Olofström.

## Utbildning
Olofströms högstadieskola Högavång driver sedan 1991 Holje musikklasser, en av två profilklasser på skolan (skolan har även en idrottsprofil).

## Evenemang
Holje marknad är en stadsfestival och marknad som anordnas av Lions Club i centrala Olofström under maj månad varje år. Marknaden erbjuder flera hundra knallar, åkattraktioner och artistuppträdanden.

## Idrottsföreningar
Bland ortens idrottsföreningar med noterbara framgångar under årens lopp kan nämnas bangolfklubben Olofströms BGK (med framgångar på både nationell och internationell nivå), friidrottsklubben UF Contact (med bland annat höjdhopperskan Susanne Lorentzon), innebandyklubben Olofströms IBK (med damlaget i division 1, säsongen 2008/2009) och ishockeyklubben Olofströms IK. Ortens fotbollsklubb heter Olofströms IF.
Olofströms IF spelar sina hemmamatcher på Lilla Holje. Idrottsplatsen invigdes 1939. Den nya läktaren stod klar i slutet av 80-talet och har en pyramidliknande konstruktion, väldigt ovanligt i Sverige. Publikrekordet är från invigningsåret, 2500

## Kända personer från Olofström
- Niklas Bjarnehäll, jazzpianist och kompositör
- Jan Björkman, förste vice talman i Sveriges riksdag 2006-2010
- Jan Gunnarsson, tidigare professionell tennisspelare
- Terho Koskela, ishockeyspelare
- Magnus Larsson, tidigare professionell tennisspelare
- Susanne Lorentzon, höjdhoppare